# Гавайский язык
Гава́йский язы́к (самоназвание — ʻōlelo Hawai‘i [ʔoːˈlɛlo həˈvɐjʔi]) — один из полинезийских языков австронезийской языковой семьи; в прошлом был основным языком Гавайских островов. Официальный язык штата Гавайи наряду с английским.
Самая крупная и густонаселённая община гавайцев, для которых гавайский является родным языком, проживает на острове Ниихау. В качестве первого языка гавайский используется несколькими десятками тысяч жителей из примерно полутора миллионов населения Гавайского архипелага. В качестве второго языка гавайский всё ещё используется; он также преподаётся в Гавайском университете, где существуют особые программы по его изучению. В 2007 году в качестве родного языка гавайский использовало 300 человек, а в качестве второго языка — 22 000–24 000 человек.
Родственные гавайскому языки распространены по всему Тихому океану; наиболее близкородственными ему являются таитянский и маркизский (диалекты Маркизских островов), а также язык маори. Меньшая схожесть с гавайским обнаруживается в самоанском и тонганском языках западной Полинезии.
Как и в других полинезийских языках, в гавайском все грамматические значения выражаются аналитически — с помощью дополнительных слов.

## Этимология
Название языка происходит от имени острова Гавайи, который Джеймс Кук первоначально назвал Owhyhee или Owhyee. На гавайском языке название острова звучало как O Hawaiʻi, что буквально означало «Это Гавайи». Такое название сохранялось до февраля 1822, после чего язык был переименован в ʻŌlelo Hawaiʻi, что означает «гавайский язык» (в гавайском языке прилагательное обычно находится после существительного).

## История

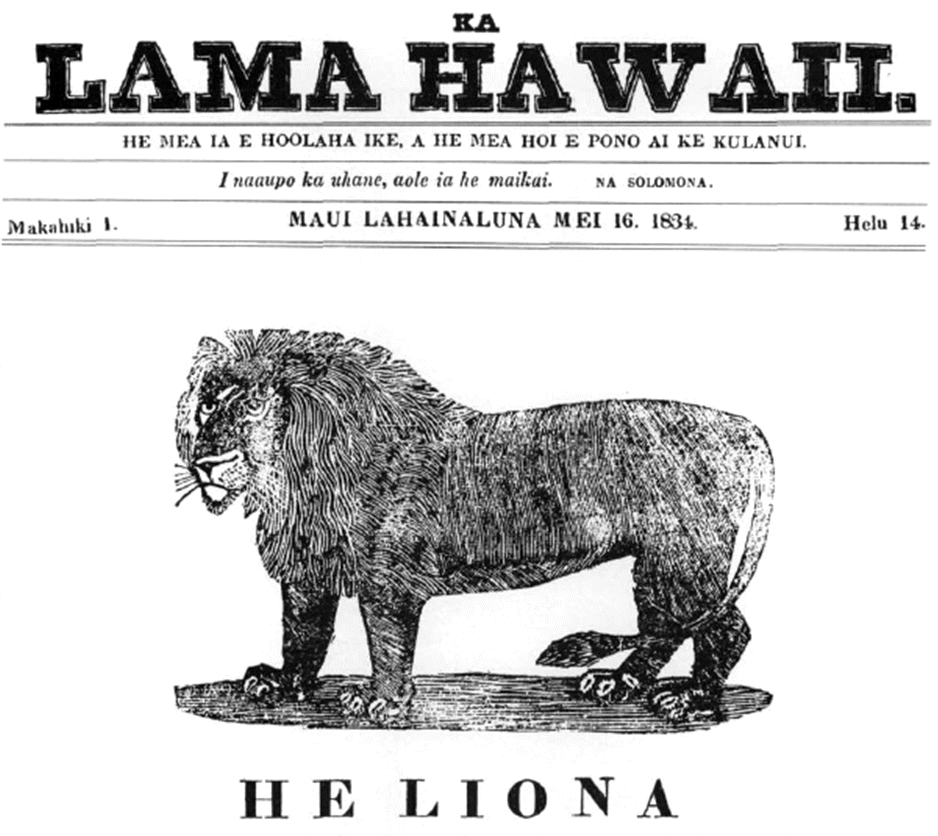
Заголовок газеты на гавайском языке

В начале XIX века гавайский язык являлся основным языком общения всего населения Гавайских островов. После того, как началось взаимодействие с европейцами и жителями США, гавайский язык постепенно стал уступать место английскому. Собственный алфавит в том виде, в котором он сохранился до наших дней, для гавайского языка был разработан миссионерами в 1820—1826 гг., и уже с 1834 года на нём начали выходить газеты. В 1854 г. была издана грамматика гавайского языка, в 1836 и 1865 гг. — словари. Перевод Библии был полностью осуществлён в 1839 г. Именно в этом веке гавайский стал официальным языком церкви, юриспруденции, прессы и художественной литературы Гавайских островов.
Тем не менее в 1898 году произошла аннексия Гавайских островов США, что сильно повлияло на развитие гавайского языка. Это связано, в первую очередь, с притоком на острова англоговорящего населения. Был введён закон, делающий английским основным языком обучения, и дети, говорящие по-гавайски в школе, наказывались, в том числе телесно. Гавайский продолжил употребляться лишь этнической группой гавайцев — потомков прежнего полинезийского населения островов, в большинстве своём метисов. Поворотным событием явилось обращение коренного населения в христианство, что оказало отрицательное влияние на устную традицию гавайцев, и количество носителей языка начало постепенно сокращаться. С 1970-х годов, после начала так называемого «Гавайского возрождения», наблюдается подъём гавайской культуры и языка: так, например, в 1984 г. была открыта первая частная начальная школа с погружением в язык, куда приглашались пожилые носители гавайского языка, чтобы они говорили на нём с детьми.

## Классификация
Гавайский язык относится к восточным языкам малайско-полинезийской ветви австронезийской семьи. Его основная область распространения — Гавайские острова, в особенности остров Ниихау, остров Гавайи и другие. Наиболее близки гавайскому такие языки, как маори, маркизский, таитянский, рапануйский, самоанский и тонганский.
Гавайский язык тесно связан со многими другими языками Тихоокеанского региона. Сотни гавайских слов оказываются принадлежащими общему праполинезийскому словарю, а свыше 200 слов возводятся к реконструированному прото-малайско-полинезийскому языку, бывшему распространённым в Юго-Восточной Азии — предположительно, около 5 тыс. лет назад. Наборы гласных в полинезийских языках обычно одинаковы — их всегда пять, тогда как набор согласных во всех близкородственных гавайскому языках разный. Например, установлены лексические соответствия между гавайским языком и родственными ему таитянским и тонганским языками. Так, слово со значением «небо» выглядит в них как lani, raʻi и langi, соответственно; «рука» — lima, rima, nima; «весло» — hoe, hoe, fohe; «вошь» — ʻuku, ʻutu, kutu. Эти формы восходят к формам-предкам — langit, lima, besay, kutu.

## Распространение и использование

### Социолингвистические данные
В 2007 году в качестве родного языка на гавайском говорило всего 300 человек; в качестве второго языка — 22 000–24 000 человек. В 1900 г. количество говорящих на гавайском как на родном языке составляло 37 000 человек; в 1778 — около 500 000 человек, что указывает на очень резкое сокращения количества носителей.
Гавайский язык является официальным (наряду с английским) языком Гавайских островов (штат Гавайи), но английский язык его усиленно вытесняет, и число носителей сокращается.
Что касается развития языка, есть частные школы Punana Leo, предлагающие углублённые программы изучения гавайского языка как второго для детей и подростков (от 2 лет, примерно 800 мест). Гавайский университет также имеет особую программу по изучению гавайского языка. Кроме того, существуют книги, посвящённые грамматике гавайского языка, и словари. В настоящее время гавайский язык также доступен для изучения в интернете, например, на Duolingo.

### Диалекты
Согласно словарю гавайского языка (Elbert & Pukui (1979)), его диалекты мало изучены.
Существует три основных разновидности гавайских языка:
- традиционный гавайский;
- ниихауанский диалект, отличающийся палатализацией, усечением слов в речи, различиями в произношении гласных и дифтонгов, элизиями;
- разговорная речь, сильно отличающаяся от стандартного гавайского (она непонятна носителям языка вне Ниихау).

### Английско-гавайский пиджин
Существует особый язык, распространённый только на Гавайских островах и представляющий собой пиджин — смесь английского и гавайского. Изначально на нём общались мигрировавшие на Гавайи плантаторы в XIX веке. Его лексика, помимо английских и гавайских слов, включает заимствования из японского, португальского и других языков. Кроме того, он имеет собственную грамматику. Существует также отдельная Библия — «Da Jesus Book» — написанная на нём. Этот пиджин в настоящее время используется на Гавайях более широко, чем гавайский язык.
Пример высказываний на этом пиджине:
- Eh, howzit?
- Wassamattah you?
- Cannah talk da kine?

1. «Эй, как у тебя дела?
2. Что случилось?
3. Ты говоришь на пиджине?».

## Алфавит

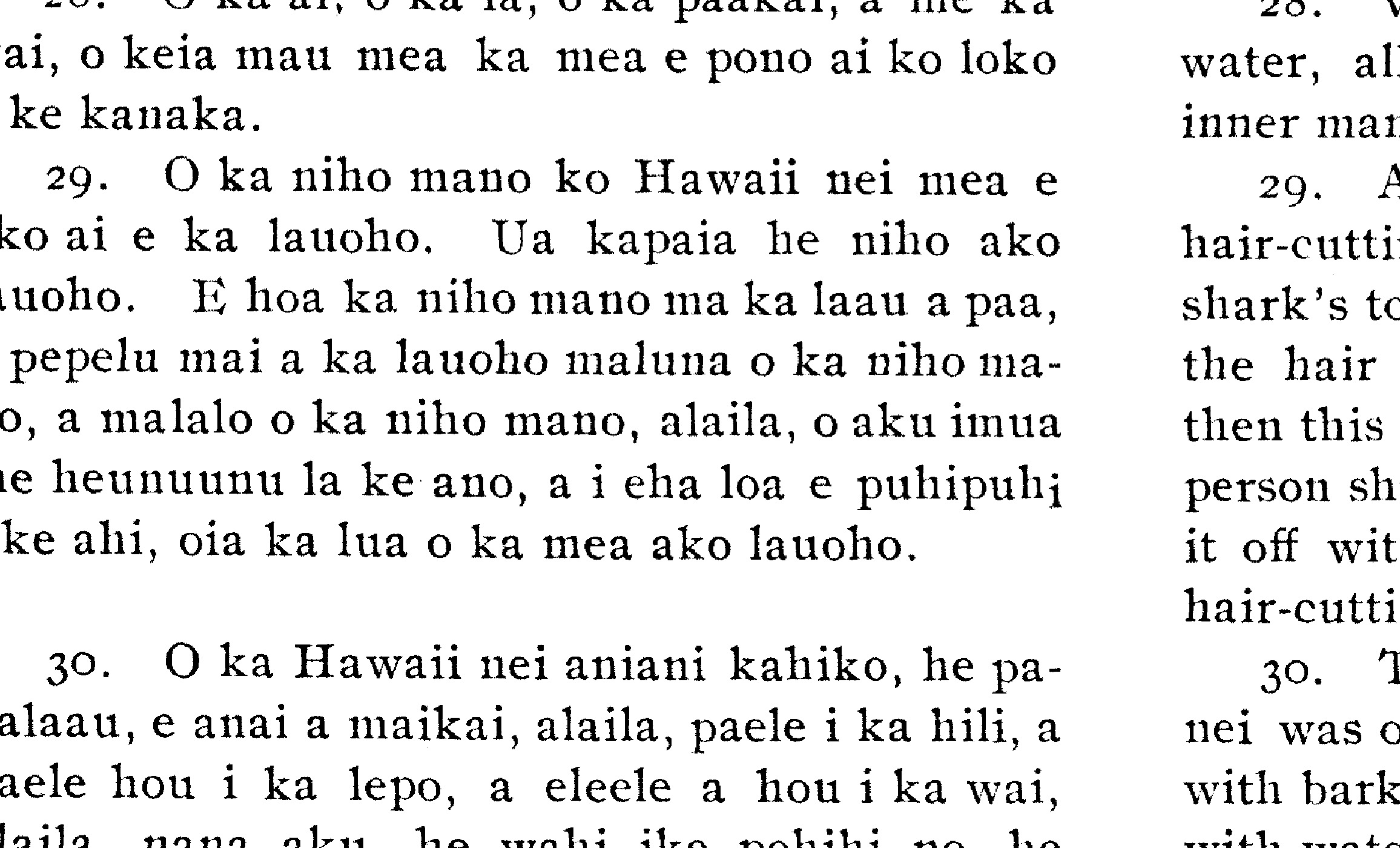
Гавайский язык в записи (без окины и макронов)

Гавайский алфавит был разработан американскими миссионерами в 1820—1826 гг. и выглядит следующим образом:
| Aa  | Ee  | Hh  | Ii  | Kk  | Ll  | Mm  | Nn  | Oo  | Pp  | Uu  | Ww  | ʻ   |
| /a/ | /e/ | /h/ | /i/ | /k/ | /l/ | /m/ | /n/ | /o/ | /p/ | /u/ | /w/ | /ʔ/ |

Знак, означающий гортанную смычку, которая может изменять значение слова, называется окина. Долгота гласных отмечается макронами.

## Лингвистическая характеристика

### Фонетика и фонология
Пример звучания гавайского языка возможно услышать здесь.

#### Гласные
|                | Краткие | Краткие  | Долгие | Долгие |
| Передние       | Задние  | Передние | Задние |        |
| -------------- | ------- | -------- | ------ | ------ |
| Верхний подъём | i       | u        | iː     | uː     |
| Средний подъём | ɛ       | o        | eː     | oː     |
| Нижний подъём  | ɐ       | ɐ        | aː     | aː     |

Все гласные могут быть краткими и долгими. В безударном положении произносятся кратко, в ударном — долго. Краткие — долгие пары: a — ā; e — ē; i — ī; o — ō; u — ū. Хотя долгота гласных является смыслоразличительной, носители не всегда чётко произносят долгие гласные вместо кратких.
Гласные могут выпадать: например, nā alī «вожди» сокращается до nā ʻlī.
Количество гласных и дифтонгов в слове, идущих подряд, неограниченно: так, например, слово hōiaioia имеет три дифтонга подряд и означает «заверенный».

##### Дифтонги
|                    | Оканчивающиеся на /u/ | Оканчивающиеся на /i/ | Оканчивающиеся на /o/ | Оканчивающиеся на /e/ |
| ------------------ | --------------------- | --------------------- | --------------------- | --------------------- |
| Начинающиеся с /i/ | iu                    |                       |                       |                       |
| Начинающиеся с/o/  | ou                    | oi                    |                       |                       |
| Начинающиеся с /e/ | eu                    | ei                    |                       |                       |
| Начинающиеся с /a/ | au                    | ai                    | ao                    | ae                    |

Дифтонги /iu, ou, oi, eu, ei, au, ai, ao, ae/ являются нисходящими.
|                    | Оканчивающиеся на /u/ | Оканчивающиеся на /i/ | Оканчивающиеся на /o/ | Оканчивающиеся на /e/ |
| ------------------ | --------------------- | --------------------- | --------------------- | --------------------- |
| Начинающиеся с /o/ | oːu                   |                       |                       |                       |
| Начинающиеся с /e/ |                       | eːi                   |                       |                       |
| Начинающиеся с /a/ | aːu                   | aːi                   | aːo                   | aːe                   |

#### Согласные
|              | Губные | Переднеязычные | Заднеязычные | Гортанные |
| ------------ | ------ | -------------- | ------------ | --------- |
| Носовые      | m      | n              |              |           |
| Взрывные     | p      | t ~ k          | t ~ k        | ʔ         |
| Щелевые      | v ~ w  |                |              | h         |
| Апроксиманты | v ~ w  | l              |              |           |

Буква w произносится:
1. как [v] после i и e;
2. как [w] после o и u;
3. как [v] или как [w] после a и в начале слова.

Согласный [ʔ] (ʻ) в гавайском языке может влиять на значение слова: так, например, kou и koʻu — это разные слова.
[k] и [t], а также [w] и [v] являются аллофонами; [k] чаще всего встречается в начале слова, а [t] — перед [i]. В некоторых диалектах аллофонами являются [l] и [n].

#### Ударение
Ударение в гавайском языке:
- падает на предпоследний слог, как в слове alóha («сочувствие, любовь»);
- падает на долгий гласный независимо от его положения в слове, как nanā [nan'a:].

#### Структура слога
Основной тип слога — (C)V (согласный—гласный): например, kanáka «человек». Гавайские слова всегда оканчиваются только гласными, закрытых слогов нет (исключение — Kristo «Христос»).
В словах могут встречаться любые сочетания фонем, кроме wū, которое встречается только в двух словах, заимствованных из английского: Wulekake (или Vulegate) «Вульгата»; wulekula (или vuletura) «стервятник».

### Морфология
Гавайский язык — корневой и аналитический. В нём отсутствует категория грамматического рода, имеется два числа (три у местоимений), все грамматические значения выражаются при помощи частиц, предлогов и артиклей.
Эти определители могут:
- непосредственно предшествовать существительным;
  - примеры: ka и ke — формы определённого артикля единственного числа; nā — определённый артикль множественного числа; he — неопределённый артикль;
- быть предлогами при именных группах;
  - примеры: i и ia «к, у, в», а также показатель дополнения; o — показатель подчинённой принадлежности; a — показатель доминантной принадлежности;
- сопровождать глаголы;
  - примеры: e — показатель повелительного/увещевательного наклонения; e (+глагол+) ana — показатель длительного вида; ua и i — показатели завершённости действия.

#### Существительное
Существительные гавайского языка не изменяются по числам; вместо этого по числам изменяется артикль при существительном. Пример: ka puke (АРТИКЛЬ — «книга») против nā puke (АРТИКЛЬ — «книги»). Для выражения множественного числа существительных с притяжательным местоимением добавляется слово mau. Пример: kaʻu mau puke («мои книги»).
Все гавайские существительные делятся на два основных класса: kino ʻō («o-класс») и kino ʻā («a-класс»).
1. К первому классу относятся предметы, которые «не могут быть изменены или контролируемы подлежащим», как inoa «имя», puʻuwai «сердце», hale «дом». Отдельную часть этого класса занимают существительные, обозначающие транспортные средства (kaʻa «машина», lio «лошадь»); вещи, которые можно носить, и вещи, на которых можно сидеть (noho «стул», ʻeke «сумка», lole «одежда»), а также люди современного и предыдущих поколений (makuahine «мать»).
2. Ко второму классу относятся те предметы, которые могут быть созданы или изменены. Это, например, waihoʻoluʻu «цвет» (как в предложении kaʻu waihoʻoluʻu punahele «мой любимый цвет»). Сюда также включаются существительные, обозначающие друга или подругу (ipo) и названия всех потомков.

Артикли:
- ka — определённый артикль (ставится перед согласными, кроме K, и гласными кроме E, A, O): ka wahine «женщина», ka hale «дом»[18].
- ke — определённый артикль (ставится перед K и гласными E, A, O, также в некоторых других случаях): ke kāne «мужчина», ke keiki «ребёнок», ke aloha «любовь»[19].
- nā — частица, маркер множественного числа (определённый артикль мн. ч.): nā kāne «мужчины», nā keiki «дети», na wahine «женщины», nā hale «дома».
- he — неопределённый артикль: he kāne «мужчина», he keiki «ребёнок», he hale «дом», he wahine «женщина».

Артикли непосредственно предшествуют существительным, к которым они относятся.
Падежей нет; вместо них используются частицы, располагающиеся перед существительным и артиклем: ka hale «дом», o ka hale «до́ма», i ka hale «к дому», ma ka hale «в доме» и т. п.

#### Местоимение
У личных и притяжательных местоимений различаются три числа (единственное, двойственное и множественное), а у личных местоимений двойственного и множественного числа различаются формы, указывающие на включение или невключение адресата (инклюзивность и эксклюзивность — «мы с тобой» и «мы без тебя»). Пример: kaua (двойственное число, 1 лицо, инклюзивность) — maua (двойственное число, 1 лицо, эксклюзивность).
Указательные местоимения различают три степени удалённости:
| Указательное местоимение | близко к говорящему | далеко от говорящего и слушающего | далеко от говорящего, близко к слушающему |
| ------------------------ | ------------------- | --------------------------------- | ----------------------------------------- |
| Единственное число       | kēia                | kēlā                              | kēnā                                      |
| Множественное число      | kēia mau            | kēlā mau                          | kēnā mau                                  |

#### Глагол
Глагол в гавайском языке по лицам и числам не спрягается, внутри него не выражаются грамматические категории; вместо этого, используются частицы, выражающие время, наклонение и т. д.: i hana au «я сделал», i hana oe «ты сделал», i hana olua «вы вдвоём сделали».
Частицы e и иногда o / ou являются показателями повелительного наклонения: E nana oe «Посмотри». Частица mai выражает запрет: Mai hana hou pela «Не делай этого снова».

#### Служебные части речи
В гавайском языке имеются частицы направления действия, употребляющиеся как послелоги (частицы aku и mai). Например: e lawe mai «принесите».
Предлоги:
- a — генитив (принадлежность);
- o — генитив (принадлежность);
- a «до, вплоть до»;
- aʻe «вверх, к»;
- aku «в направлении от говорящего*»;
- e — 1) звательный маркер; 2) маркер инструмента действия («кем?», «чем?»);
- i, ia «к, у, в», маркер дополнения;
- iho «вниз»;
- ma «в, на, около»;
- me «с»;
- mai «по направлению к говорящему, из»;
- no / na «из-за, для».

Видовременные маркеры, участвующие в образовании форм глагола:
- e — показатель повелительного / увещевательного наклонения;
- e (глагол) ana — показатель длительного вида;
- ua и i — показатели завершённости действия;
- ke (глагол) nei — показатель настоящего времени;
- ke — показатель будущего времени.

Пример: ua noho «жила́».

### Синтаксис
Обычный порядок слов гавайского языка — VSO (сказуемое — дополнение — подлежащее). Исключение составляют отрицательные предложения с подлежащим-местоимением, в которых порядок слов меняется на SVO.
Прилагательные стоят после существительных: ka hale liʻiliʻi «маленький дом» („дом маленький“). Притяжательные местоимения же, напротив, стоят перед ними: kou hale «твой дом».
Гавайскому предложению свойственно начальное положение глагола и глагольных частиц по отношению к актантам:
- Ua hele ke kanaka i Maui — ОПРЕД (PERF) go ОПРЕД (АРТ) man to Maui («Этот человек пошёл к Мауи»)[15].

В гавайском языке личные местоимения могут опускаться: например, в предложении e hele i ke kula «иди в школу» местоимение «ты» может быть опущено.

### Лексика

#### Словообразование
Наиболее распространённые словообразовательные средства гавайского языка — словосложение и редупликация (ср., например, mana «ветвь» и mana-mana «разветвлённый», ʻau «плавать» и ʻauʻau «купаться»).
Используется и суффиксация; так, глаголы часто образуются с помощью суффикса hoʻonui: nui «большой» — hoʻonui «увеличивать».

#### Гавайские слова в других языках
Некоторые слова из гавайского языка перешли в английский: так, в третьем издании словаря Уэбстера содержится около 200 слов гавайского происхождения, включая такие, как aa «застывшая лава»; aloha «любовь, сочувствие, привет»; hukilau «вид рыболовной сети»; hula «хула» (традиционный гавайский танец); kanaka «канак» (уроженец тихоокеанских островов, особенно Гавайских) и др.

## Употребление в массовой культуре
- Слово «вики», означающее сегодня в мире группу серверного ПО или использующееся как сокращённая версия слова «Википедия», было взято создателем технологии Wiki Уордом Каннингемом из гавайского языка. Оно означает «быстро»; в аэропорту Гонолулу Каннингем услышал, как словом «вики-вики» гавайцы называли автобусы.
- «Клуб Микки Мауса» — серия «Все на Луау».

## Гавайская Википедия
Существует раздел Википедии на гавайском языке («Гавайская Википедия»), первая правка в нём была сделана в 2004 году. По состоянию на 17:45 (UTC) 3 августа 2025 года раздел содержит 2938 статей (общее число страниц — 6143); в нём зарегистрировано 19 530 участников, один из них имеет статус администратора; 23 участника совершили какие-либо действия за последние 30 дней; общее число правок за время существования раздела составляет 99 957.